# Gianni Morandi
Gianni Morandi (Monghidoro, 1944. december 11. –) olasz popénekes, színész. Az egyik legsikeresebb olasz táncdalénekes, akinek karrierje során eddig több mint 50 millió lemezét adták el világszerte.

## Élete
Gian Luigi Morandi az Appenninek Toszkána–Emilia-Romagna felőli egyik kis falujában, Monghidoróban született. Apja, Renato az Olasz Kommunista Párt aktivistájaként Giannit is igénybe vette a l'Unità pártlap terjesztésében. Morandi kiskorában cipőpucolóként, suszterként és a helyi moziban cukorkaárusként dolgozott. Énektudását kisebb fellépéseken csillogtatta meg, főként a pártrendezvényeken.

### Pályája
1962-ben mutatkozott be a nagyközönség előtt, és népszerűsége hamar felszökött, amint megnyert egy pár olyan hazai dalfesztivált, mint az 1969-es Canzonissima. Mindjárt az első évben az RCA Italia felvette a 'Fatti mandare dalla mamma' című dalát, amellyel hazájában az évtized kedvence lett.

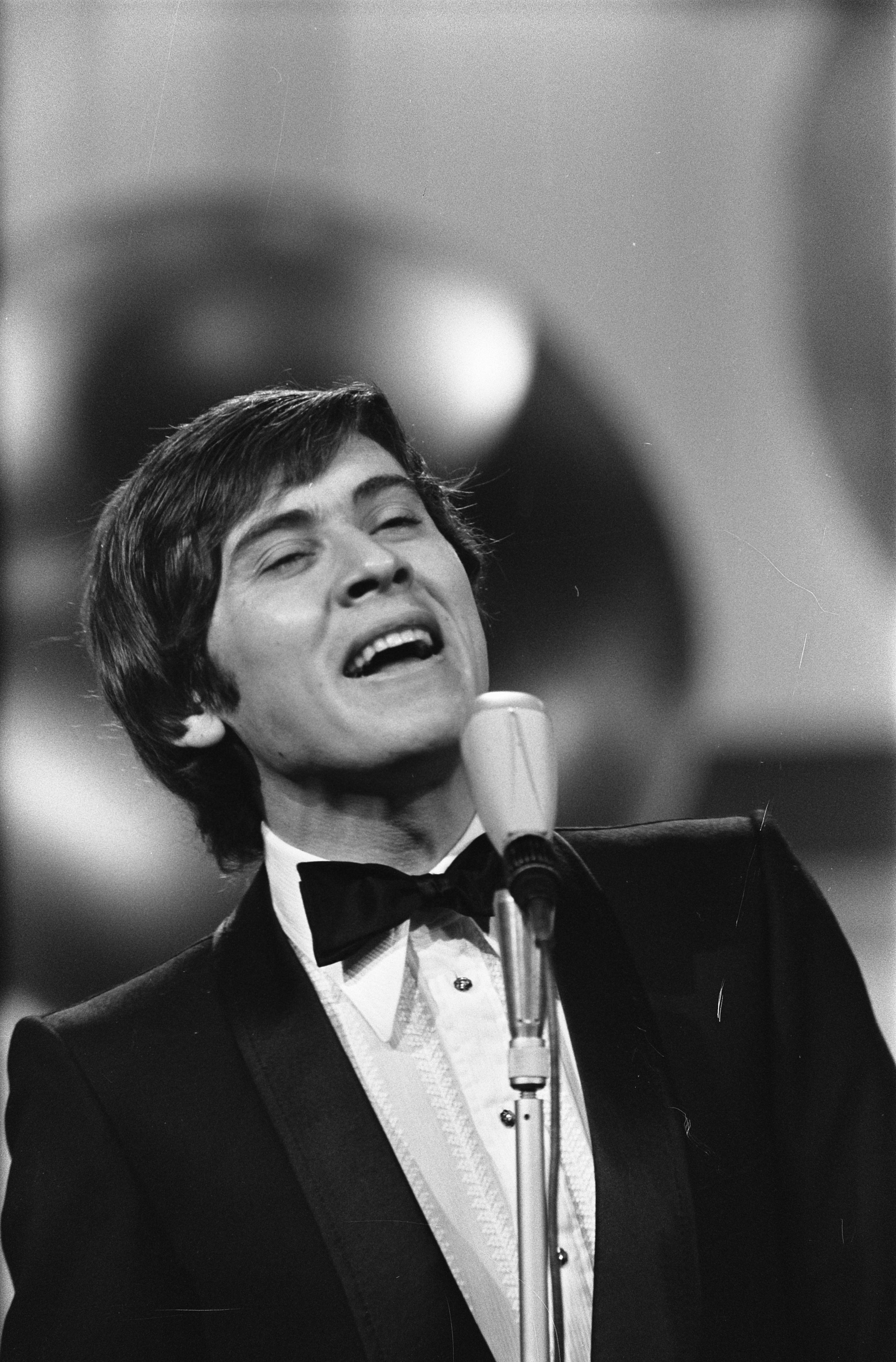
Gianni Morandi az Eurovíziós Dalfesztiválon, 1970-ben

1970-ben ő képviselte Olaszországot az Eurovíziós Dalfesztiválon az 'Occhi di ragazza' című dallal. Az 1970-es évekbeli némi hanyatlás után, az 1980-as években pályája újra felfelé ívelt. 1987-ben a Sanremói Dalfesztiválon a 'Si può dare di più' című számmal Enrico Ruggeri és Umberto Tozzi társaságában jelentkezett. 1995-ben második, 2000-ben pedig harmadik helyezést ért el.
Dalai, az 'In ginocchio da te', 'Non son degno di te' és 'Scende la pioggia' egy-egy millió feletti lemezpéldányt és aranylemezeket hoztak neki.
Számos önéletrajzi könyvet írt, és 18 filmben, több tévésorozatban szerepelt, például Claude Jade férjét, Davidét alakította 1984-ben a 'Voglia di Volaré'-ban. Gyakran vendége tévéshow-knak is.
Morandi 2011-ben a Sanremói dalfesztiválon Belén Rodriguez és Elisabetta Canalis közreműködésével Luca Bizzarri és Paolo Kessisoglu Italia 1-es szatirikus show-ját, A hiénákat mutatta be. 2012-ben ismét a Sanremói Fesztivál műsorvezetője volt.
2016 elejétől elindította a 'Capitani Coraggiosi Tour' turnét Claudio Baglionival. A dupla album február 5-én jelent meg.
2017-ben Fabio Rovazzival elénekelte a 'Volare' című nagy slágert.
2022-ben visszatért a Sanremói Dalfesztiválra az Apri tutte le porte című dallal, amit Lorenzo Jovanotti írt. A harmadik helyen végzett, és megkapta a Lucio Dalla-díjat.

### Magánélete
1966-ban feleségül vette Laura Efrikian színésznőt, akivel a Musicarello sorozatban együtt játszottak. 1979-ben elváltak, de a három megszületett gyermekükből egy lány (Marianna) meg egy fiú (Marco) felnőttek, és öt unokával ajándékozták meg őket.
2004. november 10-én elvette Anna Dant, akivel 1997-ben már született egy közös fiuk, Pietro, a trapzenész.
Morandi szenvedélyes futó, tíz maratont futott, hármat New Yorkban, a többit Berlinben, Londonban, Párizsban, Milánóban és Bolognában. 41 félmaratonon is részt vett 1997 és 2016 között.
Gianni Morandi nagy futballrajongó, 1988-ban ő komponálta kollégáival csapata indulóját, 2010 óta pedig a 'Bologna Football Club 1909' tiszteletbeli elnöke.

## Lemezek
- Gianni Morandi (1963)
- Ritratto di Gianni (1964)
- Gianni 3 (1966)
- Per amore, per magia (1967)
- Gianni 4 (1967)
- Gianni 5 (1968)
- Gianni 6 (1969)
- Gianni 7 (1970)
- Un mondo di donne (1971)
- Il mondo cambierà (1972)
- Jacopone (1973)
- Il mondo di frutta candita (1975)
- Per poter vivere (1976)
- Old Parade (1977)
- Gianni Morandi 2 (1978)
- Abbracciamoci (1979)
- Cantare (1980)
- Morandi (1982)
- La mia nemica amatissima (1983)

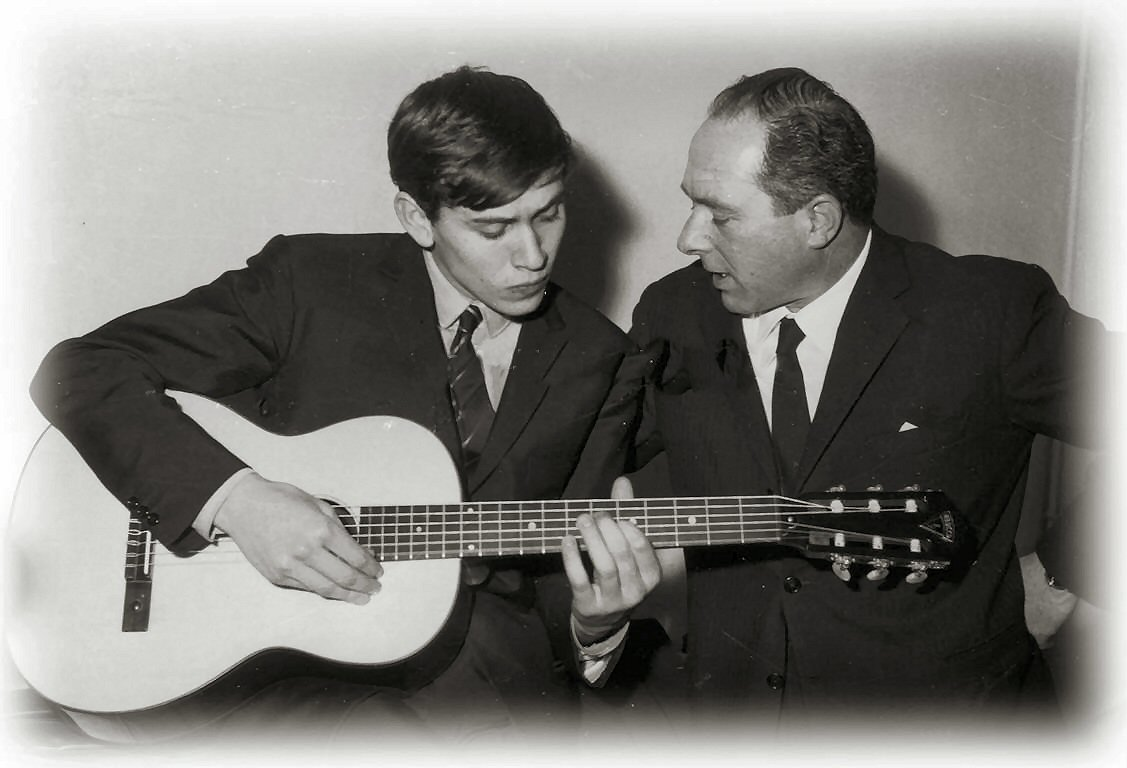
Gianni Morandi és Oliviero Pigini

- I grandi successi - Grazie perchè (1984)
- Immagine italiana (1984)
- Uno su mille (1985)
- Morandi in teatro (1986)
- Le italiane sono belle (1987)
- Amici miei (1987)
- Dalla-Morandi (1988)
- Varietà (1989)
- Morandi, Morandi (1992)
- Morandi 2 (1995)
- Celeste, azzurro e blu (1997)
- 30 volte Morandi (1998)
- Come fa bene l'amore (2000)
- L'amore ci cambia la vita (2002)
- A chi si ama veramente (2004)
- Grazie a tutti (2007)

## Filmek, amelyekben szerepelt

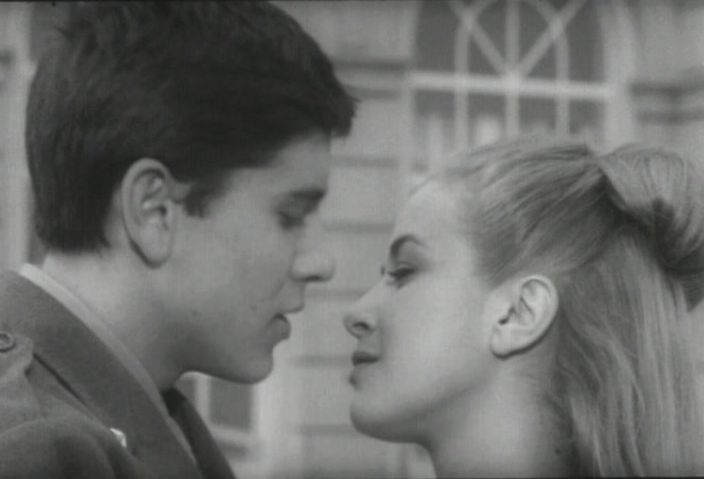
Gianni Morandi és Laura Efrikian a Térden állva jövök hozzád egyik jelenetében

- Térden állva jövök hozzád (In ginocchio da te), 1964
- Ha már nem lennél az enyém (Se non avessi più te), 1965
- Vissza a rivaldafénybe (Chimera), 1968
- Le Castagne sono buone
- Repülni könnyebb (Voglia di volare) (1984)
- Apa leszek (Diventerò padre), 1988
- A szív hangja (La voce del cuore), 1995
- Drága húgom (La forza dell’amore), 1998